# Campionato portoghese di scacchi

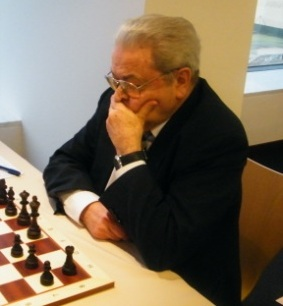
Joaquim Durão, vincitore di 13 campionati portoghesi

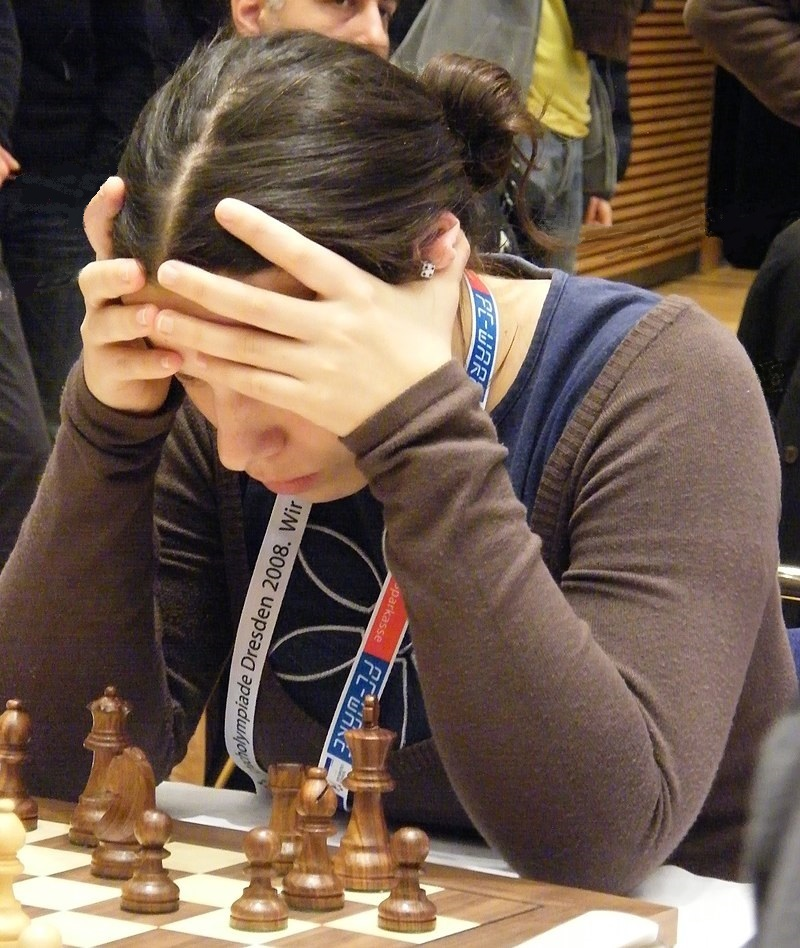
Catarina Leite, vincitrice di 9 campionati femminili

Il campionato portoghese di scacchi (Campeonato Português de Xadrez) si gioca dal 1911 in Portogallo per determinare il campione nazionale di scacchi. Dal 1994 si gioca anche il campionato femminile.
È organizzato dalla Federazione portoghese di scacchi (Federação Portuguesa de Xadrez).

## Albo dei vincitori
| #  | Anno | Vincitore           |
| -- | ---- | ------------------- |
| 1  | 1911 | António Maria Pires |
| 2  | 1926 | Mário Machado       |
| 3  | 1940 | João Moura          |
| 4  | 1942 | Carlos Pires        |
| 5  | 1944 | Carlos Pires        |
| 6  | 1946 | Mário Machado       |
| 7  | 1947 | Leonel Pias         |
| 8  | 1948 | Mário Machado       |
| 9  | 1951 | João Moura          |
| 10 | 1952 | João Moura          |
| 11 | 1953 | Daniel Oliveira     |
| 12 | 1954 | João Mário Ribeiro  |
| 13 | 1955 | Joaquim Durão       |
| 14 | 1956 | Joaquim Durão       |
| 15 | 1958 | Joaquim Durão       |
| 16 | 1959 | Joaquim Durão       |
| 17 | 1960 | Joaquim Durão       |
| 18 | 1961 | Joaquim Durão       |
| 19 | 1962 | Joaquim Durão       |
| 20 | 1963 | João Mário Ribeiro  |
| 21 | 1964 | Joaquim Durão       |
| 22 | 1965 | Joaquim Durão       |
| 23 | 1966 | João Cordovil       |
| 24 | 1967 | João Cordovil       |
| 25 | 1968 | Joaquim Durão       |
| 26 | 1969 | João Cordovil       |
| 27 | 1970 | Joaquim Durão       |
| 28 | 1971 | João Mário Ribeiro  |
| 29 | 1972 | Joaquim Durão       |
| 30 | 1973 | Joaquim Durão       |
| 31 | 1975 | Fernando Silva      |
| 32 | 1976 | Fernando Silva      |
| 33 | 1977 | Fernando Silva      |
| 34 | 1978 | Luís Santos         |
| 35 | 1979 | Luís Santos         |
| 36 | 1980 | António Fernandes   |
| 37 | 1981 | Fernando Silva      |
| 38 | 1982 | Luís Santos         |
| 39 | 1983 | António Fernandes   |
| 40 | 1984 | António Fernandes   |
| 41 | 1985 | António Fernandes   |
| 42 | 1986 | Rui Dâmaso          |
| 43 | 1987 | Fernando Silva      |
| 44 | 1988 | António Antunes     |
| 45 | 1989 | António Fernandes   |
| 46 | 1990 | António Fernandes   |
| 47 | 1991 | António Fernandes   |
| 48 | 1992 | António Fernandes   |
| 49 | 1993 | Rui Dâmaso          |
| 50 | 1994 | Luís Galego         |
| 51 | 1995 | Rui Dâmaso          |
| 52 | 1996 | António Fernandes   |
| 53 | 1997 | Fernando Ribeiro    |
| 54 | 1998 | Carlos Santos       |
| 55 | 1999 | Rui Dâmaso          |
| 56 | 2000 | Carlos Santos       |
| 57 | 2001 | António Fernandes   |
| 58 | 2002 | Luís Galego         |
| 59 | 2003 | Diogo Fernando      |
| 60 | 2004 | Luís Galego         |
| 61 | 2005 | Luís Galego         |
| 62 | 2006 | António Fernandes   |
| 63 | 2007 | Rui Dâmaso          |
| 64 | 2008 | António Fernandes   |
| 64 | 2009 | Rúben Pereira       |
| 64 | 2010 | Paulo Dias          |
| 65 | 2011 | Paulo Dias          |
| 66 | 2012 | Luís Galego         |
| 67 | 2013 | Rui Dâmaso          |
| 68 | 2014 | António Fernandes   |
| 69 | 2015 | António Fernandes   |
| 70 | 2016 | António Fernandes   |
| 71 | 2017 | André V. Sousa      |
| 72 | 2018 | António Fernandes   |
| 73 | 2019 | André V. Sousa      |
| 74 | 2020 | André V. Sousa      |
| 75 | 2021 | André V. Sousa      |
| 76 | 2022 | Andre V.Sousa       |
| 77 | 2023 | Jose G.Santos       |

| #  | Anno | Vincitrice          |
| -- | ---- | ------------------- |
| 1  | 1994 | Tânia Saraiva       |
| 2  | 1996 | Alda Carvalho       |
| 3  | 1997 | Tânia Saraiva       |
| 4  | 1998 | Alda Carvalho       |
| 5  | 1999 | Catarina Leite      |
| 6  | 2000 | Catarina Leite      |
| 7  | 2001 | Catarina Leite      |
| 8  | 2002 | Catarina Leite      |
| 9  | 2003 | Catarina Leite      |
| 10 | 2004 | Catarina Leite      |
| 11 | 2005 | Catarina Leite      |
| 12 | 2006 | Catarina Leite      |
| 13 | 2007 | Margarida Coimbra   |
| 14 | 2008 | Ana Filipa Baptista |
| 15 | 2009 | Ana Filipa Baptista |
| 16 | 2010 | Ana Ferreira        |
| 17 | 2011 | Margarida Coimbra   |
| 18 | 2012 | Catarina Leite      |
| 19 | 2013 | Maria Inês Oliveira |
| 20 | 2014 | Maria Inês Oliveira |
| 21 | 2015 | Ana Inês Silva      |
| 22 | 2016 | Ana Filipa Baptista |
| 23 | 2017 | Ana Filipa Baptista |
| 24 | 2018 | Ariana Pintor       |
| 25 | 2019 | Mariana Silva       |
| 26 | 2020 | Sara Soares         |
| 27 | 2021 | Filipa Pipiras      |
| 28 | 2022 | Mariana Silva       |
| 29 | 2023 | Mariana Silva       |

## Campioni di scacchi per corrispondenza del Portogallo
1. Virgilio Lopes (1950-1953)
2. Joao Cordovil (1960-1963)
3. Joao Cordovil (1964-1967)
4. Alvaro Pereira - Luis Santos (1976-1978)
5. Joao Cordovil (1985-1988)
6. Joao Cordovil (1989-1991)
7. José Gonçalves (1992-1995)
8. José Gonçalves (1996-1999)
9. Antonio Demetrio (2000-2003)
10. Joaquim Pedro Soberano (2003-2006)
11. Fernando Costa Cleto (2005-2007)  [2]
12. Antonio Brito Moura (2011-2012)  [3]
13. Carlos Salvador Marques (2015-2018)  [4]